# Natalidae
Los natálidos (Natalidae) es una familia de murciélagos microquirópteros compuesta por tres géneros, Natalus, Chilonatalus y Nyctiellus. Su distribución abarca las tierras bajas tropicales del Nuevo Mundo, desde el México a Brasil; también en Indias Orientales. Como característica repreentativa destacan la larga cola y la forma de las orejas, en embudo.Uropatagio largo con cola hasta el borde. llamado de ecolocalizacion raros  , Como otros murciélagos, su hábito de alimentación es insectívoro, y habita en cuevas. Morfolgia cranea: Premaxilas fusionadas , rostrolargo ,dientes bilandodonto .Su fórmula dentaria es 2/3, 1/1, 3/3, 3/3 = 38.

## Clasificación
Una clasificación de la familia es:
- Chilonatalus
  - Chilonatalus micropus
  - Chilonatalus tumidifrons
- Natalus
  - Natalus jamaicensis
  - Natalus major
  - Natalus primus
  - Natalus stramineus
  - Natalus tumidirostris
  - Natalus brevimanus
- Nyctiellus
  - Nyctiellus lepidus